# Verge d'Obac de Viacamp
Verge d'Obac de Viacamp és una ermita situada als afores del nucli de Viacamp (municipi de Viacamp i Lliterà), a la comarca de la Ribagorça.
Era un antic monestir visigòtic que ha sofert moltes reformes i que ostenta el títol de Capella Reial.

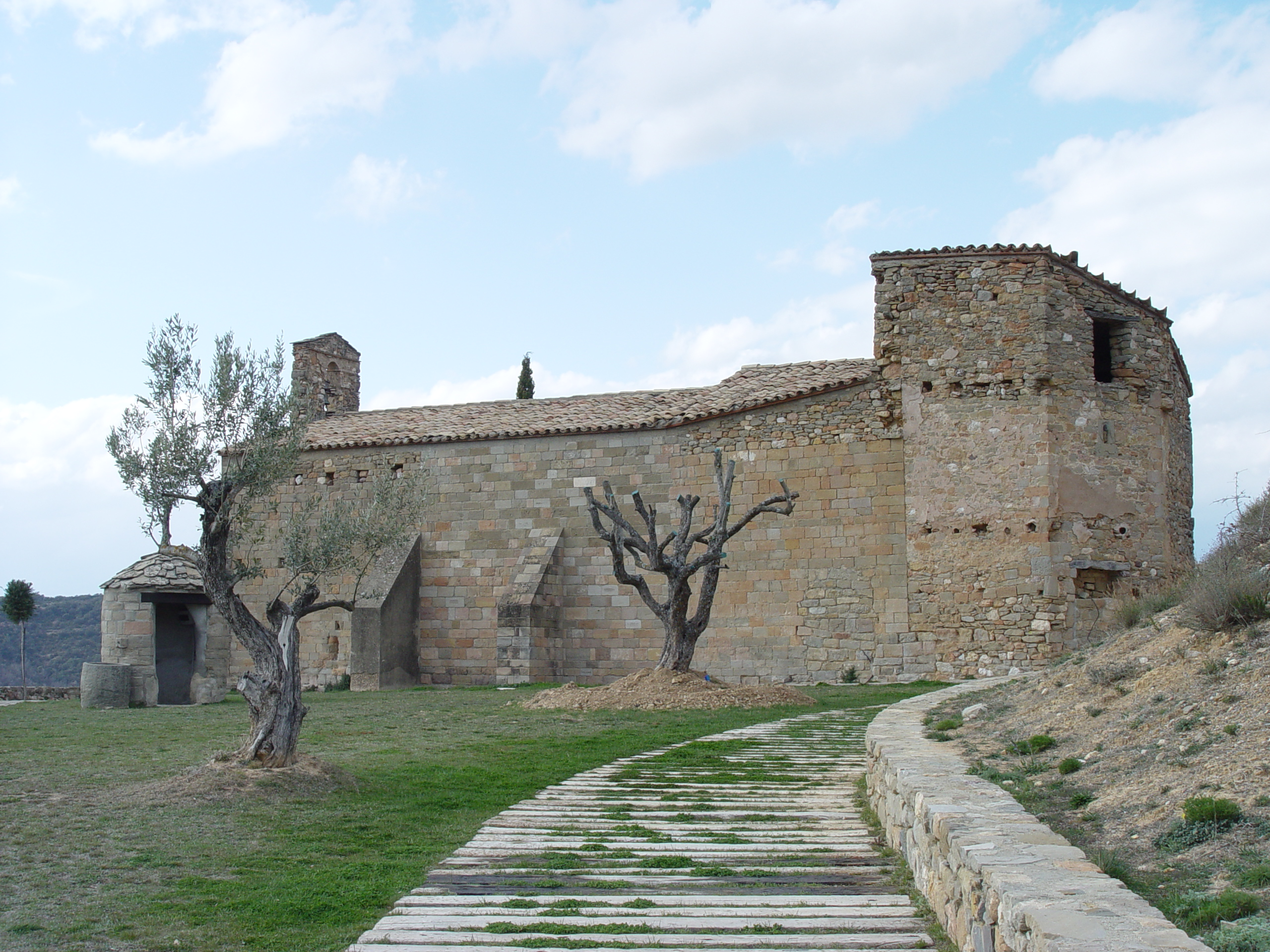
Vista de l'ermita